# Turleque (kommun)
Turleque är en kommun i Spanien.   Den ligger i provinsen Toledo och regionen Kastilien-La Mancha, i den centrala delen av landet, 90 km söder om huvudstaden Madrid. Antalet invånare är 875.